# Lester James Peries
Lester James Peries (Dehiwala-Mount Lavinia, 5 aprile 1919 – Colombo, 29 aprile 2018) è stato un regista cingalese.
Considerato il più grande regista cinematografico cingalese, tra i suoi film si ricordano La linea del destino (1957), Il villaggio che cambia (1964), La veste gialla (1967), Il tesoro (1971), Il re dio (1974).
Il film Wekande Walauwa con Ravindra Randeniya e Malini Fonseka è stato il primo film cingalese ad essere sottomesso agli Academy Awards.
I film di Peries spesso rappresentano la vita rurale delle famiglie cingalesi con personaggi conflittuali.

## Vita e carriera

### Gioventù
Lester James Peries è nato il 5 Aprile 1919 in Dehiwela, Colombo, British Ceylon. 
Il padre di Lester, Dr. James Francis Peries, studiò medicina in Scozia ed era anche un ex giocatore di cricket per un club scozzese. Sua madre, Ann Gertrude Winifred Jayasuria era una laureata al St. Bridget's Convent in Colombo. Jayasuriya fu la prima studentessa a passare gli esami Senior Cambridge. Lester ha tre fratelli: Erica, Ivan and Noel.
La famiglia Peries era una famiglia di religione cattolica. Crescendo, Lester parlava solamente inglese e celebrava le tradizioni cristiane. Il suo unico collegamento alla cultura Sinhala era sua nonna che non si fidava della medicina moderna e parlava correntemente Singalese. All'età di undici anni a Lester venne regalata una Kodasko di 8mm da suo padre come regalo, con la quale poteva guardare i film di Chaplin. 
Lester frequentò il college St. Peter- una delle migliori scuole cattoliche in Colombo- e, successivamente, perseguì la carriera di giornalista. Il suo primo lavoro fu per il Daily News, per il quale scrisse un supplemento di arte. Nel 1939 entrò nel giornale The Times of Ceylon, lavorando per l'editore indiano Frank Moraes.
Il primo lavoro reale di Peries come produttore avvenne quando si unì ad un gruppo teatrale chiamato Drama Circle.

### Inghilterra
Nel 1947 Peries andò in Inghilterra seguendo il consiglio della madre, per raggiungere suo fratello Ivan Peries che frequentava una scuola d'arte.
Durante questo periodo la passione di Lester aumentò, anche grazie all'incontro di un altro cingalese: Hereword Jansz. I due decisero di girare un film insieme, nonostante Hereword avesse dei dubbi circa il competere con i club cinematografici inglesi. Iniziarono con Lester che scrisse la sceneggiatura e che diresse la regia mentre Hereword filmava.
Il loro primo tentativo 'Soliloquy' (1949), vinse il Mini Cinema Cup per la migliore tecnica cinematografica.
Nel 1952, l'editore John Hockin disse a Lester di un ruolo interessant – un'intervista con il nuovo direttore del Government Film Unit of Ceylon. 

### Ceylon
Su insistenza di Keene, ritornò a Ceylon nel 1952 e si uni al Government Film Unit, come assistente del produttore capo, Ralph Keene. Produsse due importanti documentari 'Heritage of Lanka' and 'Nelungama' e, inoltre, diresse 'Conquest in the Dry Zone', un documentario sul controllo della malaria e 'Be Safe or Be Sorry', uno studio su di un motociclista errante.
Durante questo periodo, un lontano parente di Lester gli suggerì di fondare una compagnia di produzione che creasse film cingalesi, dandogli la disponibilità di fondi e fornendogli tutte le attrezzature necessarie. Lester si licenziò dalla Government Film Unit nel 1955 e fondò la Chitra Lanka Limited con la quale produsse 2 film dei quali, solo uno con il nome "Rekava" divenne reale.
I collaboratori più stretti di Lester nella Government Film Unit, William Blake, un cameraman di origini olandesi e Titus de Silva (Titus Thotawatte), un editore, si licenziarono assieme a lui e lavorarono assieme in diversi film.

## Vita privata
Lester incontrò la sua futura moglie, Sumitra, a Parigi, in casa di un amico in comune: Mr. Vernon Mendis, ma non scoccò la scintilla finché Sumitra non tornò a Ceylon e lavorò come assistente di Lester nel film "Rekava". Nel 1964, Lester sposò Sumitra Gunawardene, figlia di Henry Gunwardene e nipote di Philip Gunawardene. Il matrimonio fu officiato dal reverendo John Herat. Sumitra si è guadagnata un nome come regista.

## Carriera
Nel 1956, Lester fece il suo ingresso nel cinema nazionale grazie al film "Rekava", che si basa su delle storie di villaggio. Il film è stato nominato per la Palma d'oro nel 1957 al Festival di Cannes. Con questo film ha rivoluzionato il cinema cingalese donandogli un'identità unica. Questo è stato il primo film cingalese ad essere stato proiettato all'estero. Nonostante sia un successo internazionale, non fu un successo commerciale. Dopo questo, Lester ha prodotto molti film vincitori di premi come "Gamperaliya" del 1964 basato sul più famoso racconto di Martin Wickramasinghe; "Delowak Athara"; "Golu Hadawatha" del 1968 basato sul racconto di Karunasena Jayalath; "Nidhanaya"; "Yuganthaya" del 1983 e molti altri.

## Filmografia
| Come regista | Come regista     | Come regista                                                 | Come regista | Come regista |
| Anno         | Film             | Cast                                                         | Lingua       | Note |
| ------------ | ---------------- | ------------------------------------------------------------ | ------------ | --- |
| 1956         | Rekava           | Ananda Weerakoon, Somapala Dharmapriya, Myrtle Fernando      | Sinhala      | Sarasaviya Awards Sarasaviya Awards Best Director |
| 1960         | Sandesaya        | Ananda Jayaratne, Gamini Fonseka                             | Sinhala      | |
| 1963         | Gamperaliya      | Gamini Fonseka, Punya Heendeniya, Henry Jayasena             | Sinhala      | Sarasaviya Best Director Award, arrivato terzo al Moscow International Film Festival.                                                                             |
| 1966         | Delovak Athara   | Tony Ranasinghe, Suwineetha Abeysekera, Iranganie Serasinghe | Sinhala      | Sarasaviya Best Director Award |
| 1967         | Ran Salu         | Tony Ranasinghe, Punya Heendeniya, Iranganie Serasinghe      | Sinhala      | |
| 1968         | Golu Hadawatha   | Wickrema Bogoda, Anula Karunatileke                          | Sinhala      | Sarasaviya Best Director Award |
| 1969         | Akkara Paha      | Milton Jayawardena, Malini Fonseka                           | Sinhala      | |
| 1970         | Nidhanaya        | Gamini Fonseka, Malini Fonseka                               | Sinhala      | Vinto il Leone d'Argento di St Mark (Scelto dalla Critica) al Festival di Venezia e comparso al London Film Awards per commemorare i 50 anni del cinema cingalese |
| 1972         | Desa Nisa        | Joe Abeywickrema, Sriyani Amarasena                          | Sinhala      | |
| 1975         | The God King     | Leigh Lawson, Oliver Tobias, Geoffrey Russell                | English      | |
| 1976         | Madol Duwa       | Ajith Jinadasa, Padmasena Athukorala, Joe Abeywickrema       | Sinhala      | Basato su di un famoso racconto dello Sri Lanka |
| 1978         | Ahasin Polawata  | Tony Ranasinghe, Sriyani Amarasena                           | Sinhala      | Sri Lanka's Presidential Award per il miglior regista |
| 1979         | Pinhami          | Darshana Panangala, Joe Abeywickrama                         | Sinhala      | Primo premio al Moscow International Children's Film Festival |
| 1979         | Veera Puran Appu | Ravindra Randeniya, Malini Fonseka                           | Sinhala      | |
| 1980         | Baddegama        | Joe Abeywickrama, Malini Fonseka                             | Sinhala      | Diploma al Cannes International Film Festival |
| 1982         | Kaliyugaya       | Henry Jayasena, Punya Heendeniya                             | Sinhala      | Proiettato al Cannes Film Festival |
| 1983         | Yuganthaya       | Gamini Fonseka, Richard De Zoysa, Ramani Bartholomeusz       | Sinhala      | Sri Lanka's Presidential Award per il miglior regista. Entrato al quattordicesimo Moscow International Film Festival.                                             |
| 1995         | Awaragira        | Joe Abeywickrama, Vasanthi Chathurani, Kamal Addararachchi   | Sinhala      | |
| 2002         | Wekande Walauwa  | Ravindra Randeniya, Malini Fonseka, Iranganie Serasinghe     | Sinhala      | Sri Lanka's first submission for Academy Awards |
| 2006         | Amma Warune      | Malini Fonseka, Thesara Jayawardane, Roshan Pilapitaya       | Sinhala      | |

## Cortometraggi
- Be Safe or Be Sorry-16 min, 1955
- Conquest in the dry Zone-14 min, 1954
- Soliloquy-12 min, 1951
- Farewell to Childhood-14 min, 1950
- A Sinhalese Dance-08 min, 1950

## Premi e riconoscimenti
- Cannes International Film Festival– "Fellini Gold Medal" Awarded dall'Unesco per la carriera nel 2003.[3]
- Sri Lankabhimanya - Il più alto riconoscimento civile dello Sri Lanka (2007).
- Recipient of the Lifetime Achievement Award al trentunesimo Festival Internazionale del film indiano (2000)
- Commandeur in the Ordre des Arts et des Lettres (Order of Arts and Letters) dal governo francese (1997)
- Diploma di onore al Film Festival di Venezia per il film "Conquest in the Dry Zone" (1954)
- Il Mini Cinema Cup per il cortometraggio "Soliloquy" per mostrare la migliore tecnica cinematografica dall'Institute of Amateur and Experimental Film Makers Festival (1951)
- Amateur Cine World Silver Plaque per il film sperimentale "Farewell to Childhood" (1950)
- Un'orchidea ibrida è stata chiamata come il Dr Lester James Peries l'11 Marzo 2004 – Ascocenda Lester Peries